# Juliana Carneiro da Cunha
Juliana Carneiro da Cunha (sinh ngày 19 tháng 1 năm 1949) là một nữ diễn viên người Pháp gốc Brazil  và vũ công. Cô đã làm việc tại Théâtre du Soleil ở Paris từ năm 1990.

## Tiểu sử
Ở châu Âu, Juliana Carneiro da Cunha đã làm việc với Maurice Bejart, Maguy Marin và Ariane Mnouchkine. Từ năm 1990, cô là thành viên của nhóm Théâtre du Soleil, do Ariane Mnouchkine đạo diễn, người mà cô đã phát triển mối quan hệ lâu dài.
Juliana Carneiro da Cunha được công nhận trong điện ảnh Brazil nhờ vai diễn từng đoạt giải thưởng trong bộ phim To the Left of the Father (2001), do Luiz Fernando Carvalho đạo diễn, trong đó cô vào vai mẹ của André (Selton Mello), người con trai hoang đàng trở về ngôi nhà và cuối cùng làm rung chuyển nền móng của gia đình gốc Lebanon. Tác phẩm điện ảnh gần đây nhất của Juliana Carneiro da Cunha là The Venom of the Madrugada (2004), do Ruy Guerra đạo diễn, nơi cô làm việc cùng với Leonardo Medeiros, người mà cô cũng làm việc ở Lavoura Arcaica.
Carneiro da Cunha gần đây cũng đã xuất hiện trên truyền hình Brazil trong sê -ri mini Hoje é dia de Maria (2005), cũng do Luiz Fernando Carvalho đạo diễn.
Juliana Carneiro da Cunha là anh em họ của các diễn viên Mateus Solano, Gabriela Carneiro da Cunha và Beatriz Carneiro da Cunha.

## Sân khấu
Sự nghiệp của Juliana Carneiro da Cunha là một nữ diễn viên bắt đầu trên một sân khấu nhà hát Brazil và bao gồm các tác phẩm như As Lágrimas Amargas de Petra von Kant (tựa tiếng Anh: Petra von Kant's Bitter Tears), với Fernanda Montenegro, năm 1982, và Mão na Luva (tên tiếng Anh: Hand trong Găng tay), có Marco Nanini, năm 1984.

## Truyền hình
Dự án truyền hình cuối cùng của Juliana Carneiro da Cunha là Hoje é dia de Maria (tựa tiếng Anh: Hôm nay là ngày của Mary), một bộ phim truyền hình ngắn tập trung vào văn hóa dân gian Brazil, do Luiz Fernando Carvalho đạo diễn.